# Henk Bos
Henk Jan Maarten Bos (Enschede, 17 de julho de 1940 – Amesterdão, 12 de fevereiro de 2024) foi um historiador da matemática neerlandês.
Foi casado com a historiadora da matemática Kirsti Andersen.

## Obras
- Redefining Geometrical Exactness: Descartes' Transformation of the Early Modern Concept of Construction, Springer  2001
- Lectures in the history of mathematics, American Mathematical Society 1993, 1997
- Editor com M.J.S. Rudwick, H.A.M. Snelders, R.P.W. Visser: Studies on Christiaan Huygens (Invited papers from the symposium on the life and work of Christiaan Huygens, Amsterdam, 22. bis 25. August 1979), Lisse, Swets und Zeitlinger, 1980 (no volume por Bos: Huygens and Mathematics).
- Editor com Herbert Mehrtens, Ivo Schneider: Social history of nineteenth century mathematics, Boston, Birkhäuser, 1981.
- com Karin Reich: Der doppelte Auftakt zur frühneuzeitlichen Algebra: Viète und Descartes in Erhard Scholz (Editor) Geschichte der Algebra, BI Verlag 1990

## Morte
Bos morreu no 12 de janeiro de 2024 aos 83 anos.